# Senobasis corsair
Senobasis corsair là một loài ruồi trong họ Asilidae. Senobasis corsair được Bromley miêu tả năm 1951. Loài này phân bố ở vùng Tân nhiệt đới.